# Ung thư đầu và cổ
Ung thư đầu và cổ là một nhóm ung thư bắt nguồn từ miệng, mũi, họng, thanh quản, các xoang hoặc tuyến nước bọt. Triệu chứng bao gồm sưng hoặc loét không lành, loét họng không hết, nuốt khó hoặc thay đổi giọng nói. Ngoài ra cũng có thể xuất huyết bất thường, sưng mặt hoặc khó thở.
Khoảng 75% ung thư đầu và cổ có nguyên nhân do rượu hoặc thuốc lá. Các yếu tố nguy cơ khác bao gồm ăn trầu, các loại papillomavirus ở người, phơi nhiễm phóng xạ, phơi nhiễm ở nơi làm việc và virus Epstein-Barr. Loại ung thư đầu cổ phổ biến nhất là ung thư biểu mô tế bào vảy. Chẩn đoán xác định bằng sinh thiết. Mức độ lan rộng được chẩn đoán bằng chẩn đoán hình ảnh và xét nghiệm máu.
Không sử dụng thuốc lá và rượu có thể làm giảm nguy cơ ung thư đầu và cổ. Việc tầm soát toàn bộ dân số có vẻ không hiệu quả nhưng khám họng có thể có giá trị ở nhóm đối tượng nguy cơ cao. Ung thư đầu và cổ có thể chữa được nếu chẩn đoán sớm nhưng tiên lượng xấu nếu chẩn đoán muộn. Điều trị phối hợp phẫu thuật, xạ trị, hóa trị  và điều trị đích. Những người điều trị ung thư đầu cổ có nguy cơ ung thư thứ hai cao hơn.
Năm 2015, ung thư đầu và cổ đã ảnh hưởng đến hơn 5.5 triệu người trên toàn thể giới (miệng 2.4 triệu, họng1.7 triệu và thanh quản1.4 triệu), và nó gây hơn 379,000 ca tử vong (miệng 146,000, họng 127,400, thanh quản 105,900). Đây là loại ung thư phổ biến thứ bảy và gây tử vong nhiều thứ chín trong các loại ung thư. Tại Hoa Kỳ, có khoảng 1% dân số mắc loại ung thư này, và nam gặp nhiều hơn nữ gấp hai lần. Bệnh thường được chẩn đoán ở tuổi 55 đến 65. Tỷ lệ sống 5 năm trung bình ở các nước phát triển khoảng 42-64%.

## BÀN VỀ VI RÚT U NHÚ NGƯỜI (HPV)[7]
Nhiễm virus u nhú ở người (Human Papillomavirus - HPV) là yếu tố nguy cơ chính của ung thư khẩu-hầu, hơn là ung thư hốc miệng. HPV là yếu tố bệnh căn nổi trội của carcinôm tế bào gai ở amiđan và khẩu-hầu, nhưng không phải toàn bộ ung thư lưỡi. Dựa trên dữ liệu từ cơ quan đăng ký ung thư Hoa Kỳ, ước tính mỗi năm có khoảng 63% carcinôm tế bào gai khẩu-hầu — tương đương hơn 11.000 trường hợp — có liên quan đến nhiễm HPV. Phần lớn (~85 đến 90%) carcinôm tế bào gai khẩu-hầu dương tính với HPV (đặc biệt là HPV-16 và HPV-18, hai típ HPV thường liên quan đến ung thư cổ tử cung và các ung thư khác của hệ sinh dục).
Điều tra nhân khẩu học cho thấy ở những người trẻ da trắng không phải gốc Tây Ban Nha và người gốc Tây Ban Nha có tỷ lệ carcinôm tế bào gai khẩu-hầu dương tính với virus HPV cao hơn các nhóm khác. Chưa có các thử nghiệm ngẫu nhiên đánh giá công tác phòng ngừa carcinôm tế bào gai khẩu-hầu. Theo dữ liệu hiện có, người đã tiêm chủng HPV có tỷ lệ nhiễm virus này ở miệng thấp hơn so với người chưa tiêm chủng. Mặc dù vắc xin HPV có thể ngăn ngừa ung thư khẩu-hầu (vì có thể ngăn chặn quá trình xâm nhiễm nguyên phát các típ virus gây ung thư), nhưng hiện tại còn thiếu dữ liệu về phòng ngừa ung thư khẩu-hầu liên quan HPV. Các thử nghiệm lâm sàng cho những câu hỏi này hiện đang trong giai đoạn thực hiện.
Năm 2017, Hiệp hội Nha khoa trẻ em Hoa Kỳ (AAPD) đã ban hành chính sách về tiêm chủng HPV như sau:
- AAPD hỗ trợ các biện pháp ngăn ngừa [ung thư miệng và khẩu-hầu], bao gồm phòng ngừa nhiễm HPV, yếu tố nguy cơ quan trọng của carcinôm tế bào gai ở miệng.
- AAPD khuyến khích người hành nghề nha khoa:
  - Giáo dục bệnh nhân và phụ huynh hậu quả nghiêm trọng về sức khỏe của [ung thư hốc miệng và khẩu-hầu] và mối liên hệ giữa HPV với [ung thư hốc miệng và khẩu-hầu].
  - Tư vấn cho bệnh nhân và phụ huynh về chủng ngừa HPV, theo khuyến nghị của CDC, là một phần của kế hoạch dự phòng cho bệnh nhân vị thành niên.

Ngày 5 tháng 10 năm 2018, Cơ quan Quản lý Thực phẩm và Dược phẩm Hoa Kỳ (FDA) đã phê duyệt đơn đệ trình bổ sung cho Gardasil 9® (vắc xin HPV 9 valent, tái tổ hợp; Merck & Co., Inc.) mở rộng phạm vi sử dụng vắc xin cho nam và nữ từ 27 đến 45 tuổi, (trước đây chỉ cấp phép sử dụng cho nam và nữ từ 9-26 tuổi).
Năm 2020, Villa và cộng sự đã xuất bản một tổng quan chung tổng kết bằng chứng về tính an toàn, hiệu lực và hiệu quả của vắc xin HPV. Tổng quan đã tổng hợp dữ liệu từ 30 tổng quan hệ thống chứng minh vắc xin HPV "an toàn, hiệu quả, và có hiệu lực phòng chống virus HPV cũng như các thay đổi tế bào liên quan đến HPV, bao gồm các tổn thương tiền ung thư và lành tính."

## Dấu hiệu và triệu chứng
Hai tổn thương tiền ung thư ở miệng là  bạch sản (mảng trắng) và hồng sản (mảng đỏ). Mặc dù bạch sản có khả năng biến đổi ác tính nhưng phần lớn không tiến triển thành ung thư. Một số tổn thương ở miệng có biểu hiện kết hợp các mảng đỏ và trắng, gọi là hồng sản, bạch sản lấm tấm, hoặc hồng sản lấm tấm. Mặc dù ít phổ biến hơn bạch sản, nhưng hồng sản và các tổn thương có thành phần hồng sản có khả năng hóa ác cao.
Bởi vì những mảng niêm mạc trắng hoặc đỏ này có nguy cơ cao trở thành hoặc đã tiến triển thành ung thư biểu mô xâm lấn nên được phân loại chung là “các rối loạn tiềm năng hóa ác.” Bất kỳ mảng/tổn thương trắng hoặc đỏ nào không lành trong 2 tuần đều phải đánh giá lại và sinh thiết để có chẩn đoán xác định.
Các dấu hiệu và triệu chứng khác của ung thư đầu và cổ mà bệnh nhân báo cáo bao gồm:
- Khối u hoặc khối dày lên trên mô mềm ở miệng
- Đau hoặc cảm giác vướng họng
- Khó nhai hoặc nuốt
- Đau tai
- Khó vận động hàm hoặc lưỡi
- Khàn tiếng
- Tê lưỡi hoặc các vùng khác của miệng
- Sưng hàm làm hàm giả không khít sát hoặc gây khó chịu

Cần đánh giá thêm nếu các dấu hiệu và triệu chứng tồn tại từ 2 tuần trở lên, như sinh thiết hoặc chuyển đến bác sĩ chuyên khoa.
Carcinôm tế bào gai khẩu-hầu hay gặp nhất ở vùng amiđan và đáy lưỡi, thường xuất hiện dưới dạng bất thường niêm mạc có loét, ban đỏ toàn bộ hoặc rải rác. Carcinôm tế bào gai khẩu-hầu thường biểu hiện ở giai đoạn nặng hơn carcinôm tế bào gai hốc miệng do tiến triển âm thầm (không có triệu chứng rõ ràng) và có xu hướng di căn. Các than phiền phổ biến nhất là có khối u ở cổ (do di căn), đau họng và khó nuốt.

## Phát hiện bệnh[7]
Năm 2017, nhóm chuyên gia do Hiệp hội Nha khoa Hoa Kỳ (ADA) triệu tập đã xuất bản ấn phẩm gồm tổng quan hệ thống/phân tích meta và hướng dẫn thực hành lâm sàng với tên gọi "Hướng dẫn thực hành lâm sàng dựa trên bằng chứng để đánh giá các rối loạn tiềm năng hóa ác trong hốc miệng." Mục tiêu của hướng dẫn này là cung cấp thông tin cho các nhà lâm sàng về tiềm năng của các công cụ hỗ trợ trong đó có bộ công cụ phân loại ưu tiên để đánh giá các tổn thương, gồm cả các rối loạn tiềm năng hóa ác trong hốc miệng. Một số khuyến nghị của hướng dẫn:
- Các nhà lâm sàng nên cập nhật thông tin về tiền sử y khoa, xã hội và nha khoa, thực hiện thăm khám thường quy (thị chẩn và ấn chẩn) trong và ngoài miệng tất cả bệnh nhân trưởng thành.
- Đối với bệnh nhân có tổn thương nghi ngờ, bác sĩ cần tiến hành sinh thiết ngay hoặc chuyển đến bác sĩ chuyên khoa.
- Không có khuyến cáo sử dụng các chỉ dấu sinh học trong nước bọt và các công cụ thử nghiệm bằng đèn để đánh giá các tổn thương ác tính.

Tỷ lệ tử vong do carcinôm tế bào gai hốc miệng/ khẩu-hầu hầu như không thay đổi, do đó phát hiện sớm ung thư hốc miệng có thể sẽ cải thiện tiên lượng.
Một số công cụ hỗ trợ khám lâm sàng tiêu chuẩn được phát triển nhằm cải thiện khả năng phát hiện bệnh, bao gồm xét nghiệm chải tế bào, nghiệm pháp xanh toluidine và hệ thống phát hiện bằng đèn giúp tăng khả năng phát hiện các tổn thương niêm mạc miệng và dữ liệu thời gian thực của các tổn thương niêm mạc nghi ngờ. Hiệu suất chẩn đoán trong các nghiên cứu lâm sàng không nhất quán vì kết quả thay đổi tùy theo điều kiện thiết lập nghiên cứu và dân số mẫu. Như đã lưu ý trong hướng dẫn thực hành lâm sàng của Hiệp hội Nha khoa Hoa Kỳ (ADA) 2017, hiện vẫn chưa rõ vai trò của các xét nghiệm hỗ trợ này trong việc phân loại ưu tiên bệnh nhân, bệnh nào cần theo dõi để có chẩn đoán hoặc điều trị, một phần vì các xét nghiệm này có thể cho kết quả dương tính giả. Các công cụ hỗ trợ chẩn đoán thường được đánh giá tại các phòng khám chuyên khoa hoặc các trung tâm ung thư và trên bệnh nhân có nguy cơ cao. Trong khi dữ liệu nghiên cứu tại các phòng khám đa khoa và trên bệnh nhân có nguy cơ mắc bệnh thấp còn hạn chế. Vì vậy, cần có thêm thông tin để lượng giá hiệu quả của các xét nghiệm trên nhóm đối tượng và các cơ sở y tế này.